# Oviri
Oviri er en dansk/fransk film fra 1986 om maleren Paul Gauguins liv. Filmen er instrueret af Henning Carlsen og skrevet af Christopher Hampton efter et originalmanuskript af Henning Carlsen og Jean-Claude Carrière.
Henning Carlsen blev nomineret til Guldløven ved filmfestivalen i Venedig og Sofie Gråbøl modtog en Bodil- og Robertpris for birollen som Judith Molard.

## Handling
Filmen omhandler perioden fra Gauguin (Donald Sutherland) i 1893 ankommer til Paris for at udstille sine billeder efter sit ophold på Tahiti, til han to år senere skuffet og ruineret forlader Europa og den borgerlige kultur, der ikke værdsætter hans kunst. Filmen lader flere af periodens kulturpersonligheder optræde (bl.a. Strindberg og Edvard Brandes), men handler især om malerens forhold til sin danske kone Mette Sophie Gad (Merete Voldstedlund) og til sine modeller, deriblandt den fjortenårige Judith Molard (Sofie Gråbøl), datter af William Molard.

## Medvirkende
- Donald Sutherland - Paul Gauguin
- Sofie Gråbøl - Judith Molard
- Valérie Glandut - Annah
- Jean Yanne - William Molard
- Ghita Nørby - Ida Molard
- Merete Voldstedlund - Mette Gad
- Max von Sydow - August Strindberg
- Fanny Bastien - Juliette Huet
- Michelle Thykjær - Germaine
- Jørgen Reenberg - Edvard Brandes
- Solbjørg Højfeldt - Nina Pack
- Morten Grunwald - Durand-Ruel
- Henrik Larsen - Julien Leclerc
- Chili Turèll - Gæst hos Durand-Ruel
- Charlotte Sieling - Gæst hos Durand-Ruel
- Erik Holmey - Sauban
- Hugo Øster Bendtsen - Sømand
- John Hahn-Petersen - Sekretær i Koloniministeriet
- Jens Jørgen Thorsen - Fuld mand i grøft
- Jesper Bruun Rasmussen - Auktionarius